# Vysoká Lhota
Vysoká Lhota (německy Hohen Lhota) je obec v okrese Pelhřimov v Kraji Vysočina.
Žije zde 15 obyvatel, čímž je Vysoká Lhota obcí s nejnižším počtem obyvatel v Česku. K 1. lednu 2022 měla o čtyři obyvatele méně než druhá nejméně lidnatá česká obec, Čilá v okrese Rokycany. S průměrným věkem 64,1 let jde také k 1. lednu 2022 o věkově nejstarší obec v České republice. Sdružena je v mikroregionu Stražiště.

## Historie
První písemná zmínka o obci pochází z roku 1430.

## Obyvatelstvo
| Rok            | 1869 | 1880 | 1890 | 1900 | 1910 | 1921 | 1930 | 1950 | 1961 | 1970 | 1980 | 1991 | 2001 | 2011 | 2021 |
| -------------- | ---- | ---- | ---- | ---- | ---- | ---- | ---- | ---- | ---- | ---- | ---- | ---- | ---- | ---- | ---- |
| Počet obyvatel | 178  | 176  | 176  | 151  | 186  | 177  | 186  | 103  | 102  | 84   | 56   | 43   | 26   | 17   | 16   |
| Počet domů     | 23   | 23   | 24   | 23   | 23   | 23   | 25   | 25   | 20   | 20   | 20   | 21   | 22   | 21   | 19   |

## Obecní správa
Mezi lety 1869–1976 Vysoká Lhota byla obcí v okrese Pelhřimov (1869–1930), poté v okrese Pacov (1950) a později v okrese Pelhřimov. Od 1. dubna 1976 do 23. listopadu 1990 patřila jako část obce ke Kameni a od 24. listopadu 1990 je opět samostatnou obcí.

## Fotogalerie

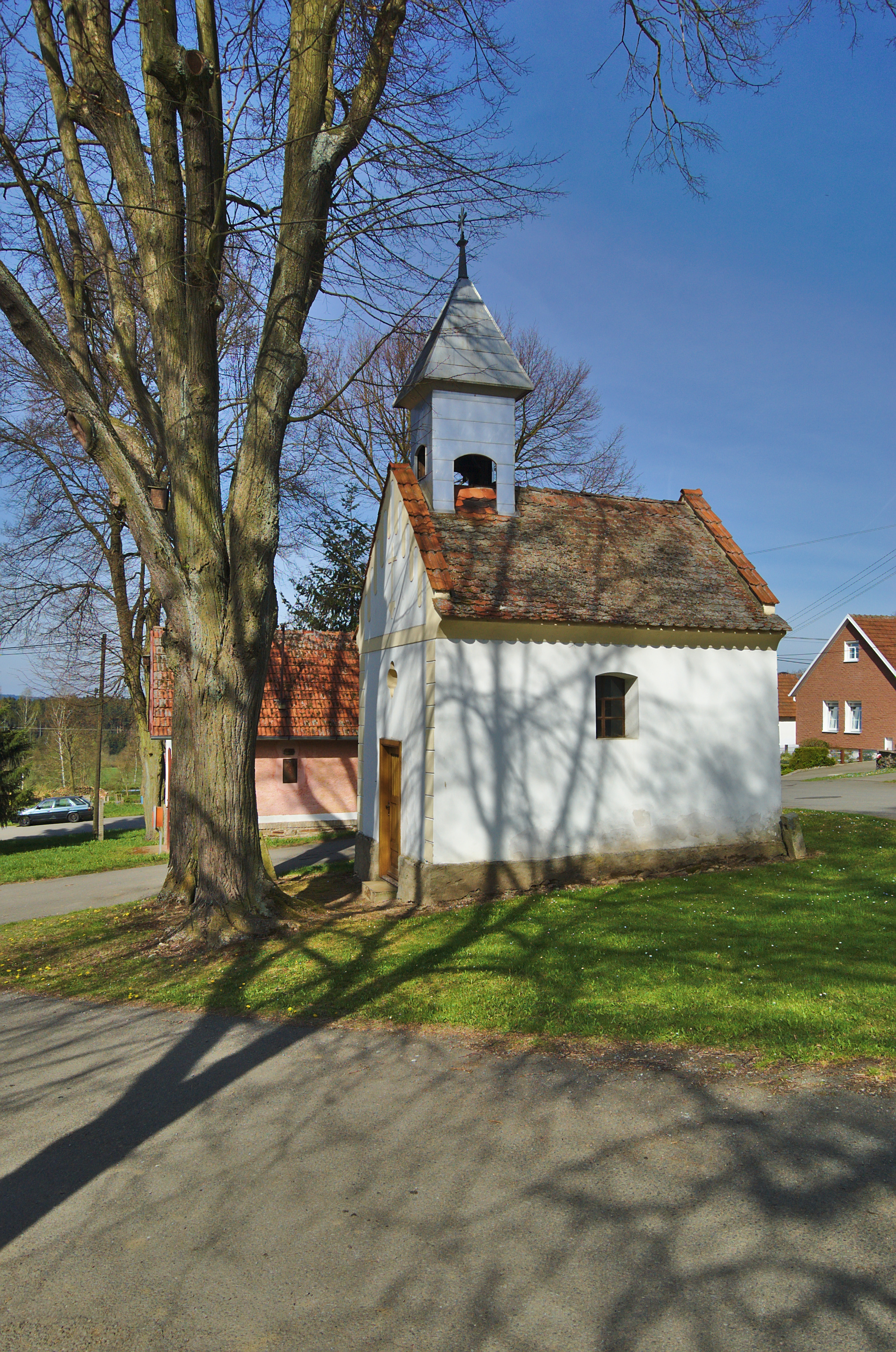
Kaple na návsi
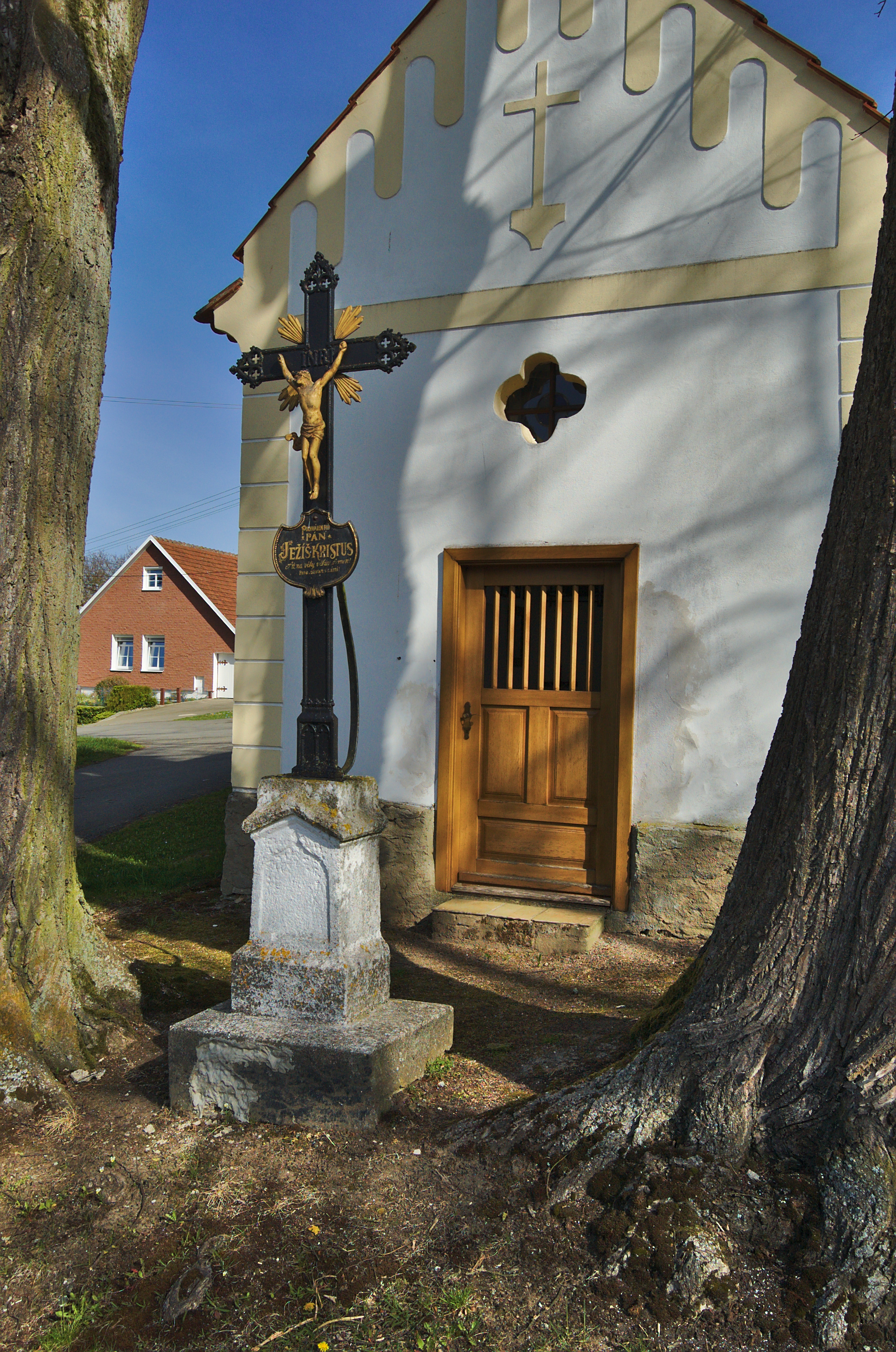
Kříž před kaplí
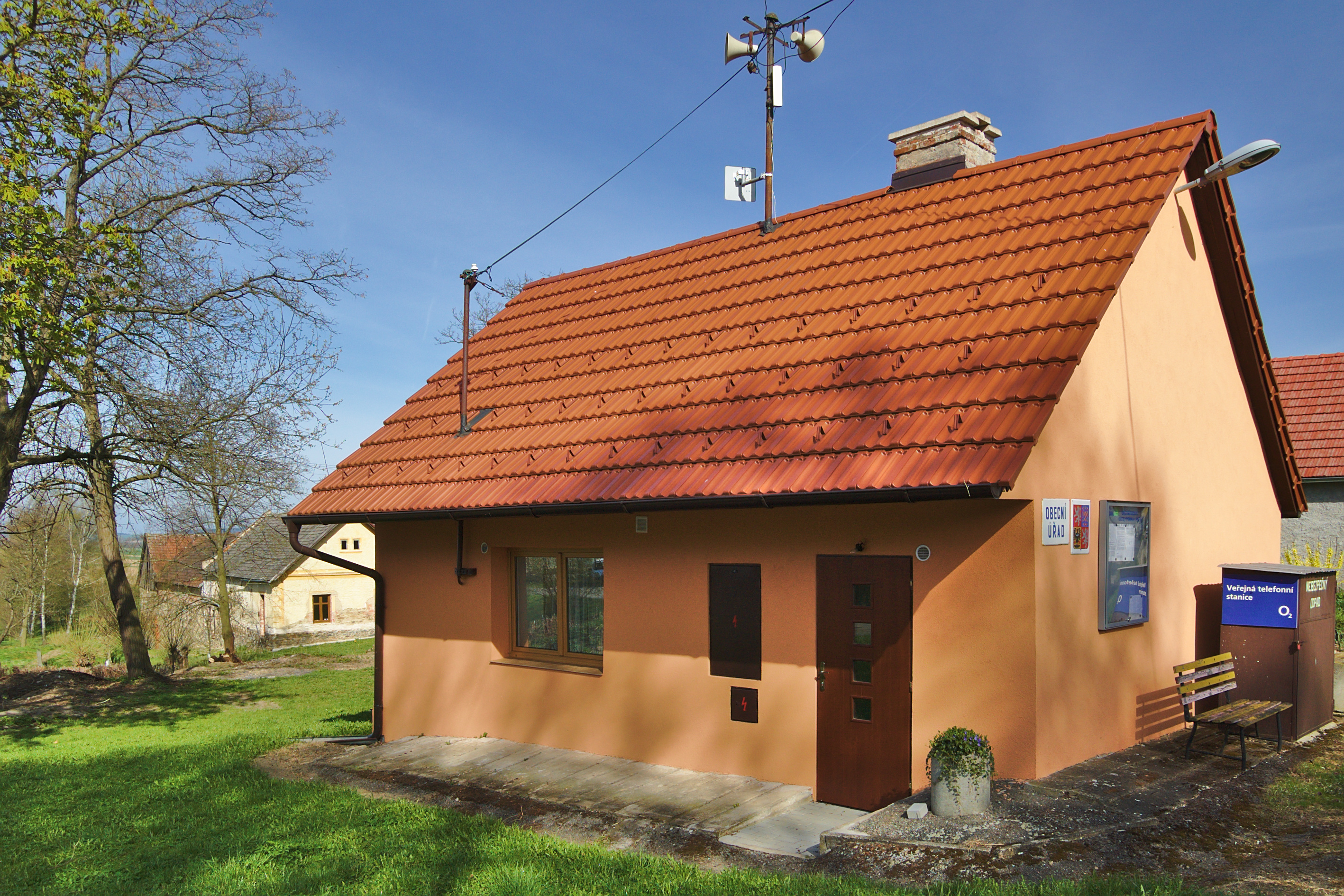
Obecní úřad